# Mark Harding
Mark Harding (ur. 28 grudnia 1955 w Christchurch, zm. 26 września 2024) – waterpolista, reprezentant Nowej Zelandii, oraz rugbysta grający na pozycji filara młyna, reprezentant Australii.
Uczęszczał do Christchurch Boys' High School, gdzie występował – także jako kapitan – w szkolnej drużynie rugby w latach 1972–1973. Następnie grał dla Christchurch High School Old Boys i z tego klubu powoływany był do krajowych reprezentacji juniorskich oraz seniorskiej kadry regionu Canterbury. Po przeprowadzce do Australii grał kolejno w klubach St George i Port Hacking, które później utworzyły Southern Districts Rugby Club. Mimo braku doświadczenia w rozgrywkach międzystanowych został jednak w 1983 roku powołany do australijskiej reprezentacji na tournée po Europie, gdzie rozegrał jeden testmecz dla australijskiej reprezentacji, przeciwko Włochom w Rovigo, a jego partnerami w pierwszej linii młyna byli wówczas równie niedoświadczeni Mark McBain i John Coolican.
W piłkę wodną zaczynał grać w klubach z rodzinnego miasta, otrzymywał również powołania do regionalnych i krajowych zespołów juniorskich. Na poziomie seniorskim grał następnie dla Canterbury, a także w reprezentacji kraju, dla której w trakcie ponad dziesięcioletniej kariery rozegrał 48 meczów. Już w Australii związał się z Cronulla Water Polo Club, w barwach którego rozegrał 359 spotkań.